# Metal Gear Solid: Peace Walker
Metal Gear Solid: Peace Walker (яп. メタルギアソリッド ピースウォーカー Мэтару Гиа Сориддо Пи:су Во:ка:) — видеоигра в жанре стелс-экшен для PlayStation Portable, разработанная подразделением Kojima Productions и вышедшая в 2010 году. Игра Peace Walker входит в состав серии Metal Gear и является четвёртой игрой серии для платформы PSP, а также канонической частью основной серии после Metal Gear Solid: Portable Ops. Также это первая игра серии для портативной приставки, продюсером, режиссёром и сценаристом которой является Хидэо Кодзима — создатель серии игр Metal Gear. Peace Walker — первая игра Metal Gear, получившая рейтинг «Teen» от ESRB. Первоначально игру планировалось сделать пятой частью серии, однако впоследствии номер 5 был убран из названия. Над созданием игры работала такая же большая команда разработчиков, как и над игрой Metal Gear Solid 4: Guns of the Patriots.
Действие разворачивается в 1974 году. Протагонистом выступает Нейкед Снейк, ныне известный как Биг Босс. Он руководит отрядом наёмников, которые впоследствии формируют организацию Outer Heaven.

## Игровой процесс
Игровой процесс похож на ранние игры серии Metal Gear Solid, при этом в него были внесены небольшие изменения. Движение и действия осуществляются с помощью аналогового управления. Игрок не может двигаться или стрелять, пока лежит на земле или прижимается к стене. Игрок может настроить систему управления по аналогии с играми Portable Ops, Guns of the Patriots или Monster Hunter.
Командная система Portable Ops в оригинальной игре была заменена кооперативным режимом. Два игрока участвуют в прохождении основных миссий, а в миссиях с боссами (именуемых Co-Ops) участвуют четверо игроков. Игрок может выбрать один из вариантов камуфляжа:
- Naked (рус. голый) — ношение только лёгкой одежды. Форма позволяет двигаться быстрее, однако снижает показатели незаметности, защиты и количества доступных предметов. Плавательный костюм позволяет двигаться быстрее, чем в любой другой униформе, но ограничивает использование оружия — доступно только одно основное оружие.
- Jungle Fatigues (рус. камуфляж для джунглей) — сбалансированное сочетание показателей незаметности, защиты, оружия и инвентаря. Доступно несколько шаблонных вариантов маскировки.
- Sneaking Suit (рус. скрывающий костюм) — другая версия формы Снейка из Portable Ops. Данный костюм позволяет игроку двигаться, не издавая звука при шагах, и имеет наиболее высокий показатель маскировки в сравнении с другими костюмами. Доступны пять предметов и шесть видов второстепенного оружия.
- Battle Dress (рус. боевой костюм) — бронированный костюм, защищающий от огнестрельного оружия. В нём игроку доступно до трёх видов основного оружия, однако костюм не позволяет брать с собой много предметов, снижает скорость передвижения и плохо подходит для маскировки.
- Tuxedo (рус. смокинг) — костюм, обладающий маленьким показателем маскировки, но позволяющий взять с собой много предметов.

В игре есть несколько действий, которые можно осуществить, когда два игрока находятся рядом друг с другом. «Snake-in» позволяет игрокам держаться друг за друга так, чтобы один мог двигаться вперёд, а другой в это время стрелял. К другим совместным действиям относятся удерживание закрывающейся двери, процедура СЛР, обмен предметами и корректировка снайперского огня. В игре задействованы некоторые элементы из Metal Gear Solid 4, например способность двигаться в приседе, вид стрельбы через плечо, боевая система CQC и способность обыскивать поднятых на руки солдат. Грузовик из Portable Ops, куда игроки могли принести оглушённых врагов для последующей вербовки, был заменён на «Fulton Skyhook», который игроки надевают на оглушённых солдат и узников. Система найма по Wi-Fi из Portable Ops была усовершенствована, и теперь вместо многократного нажатия на кнопку для получения хорошего сигнала в нужных местах игроку достаточно нокаутировать вражеского солдата, чтобы призвать его на свою сторону. Маскирующая картонная коробка теперь доступна для использования сразу двумя людьми. Индикатор окружения из Portable Ops может быть использован только будучи экипированным. Кроме того, игрокам доступна ранняя версия радара Солитон из Metal Gear Solid. В игре присутствует показатель незаметности из Snake Eater, однако игрок не может менять камуфляжную форму во время миссий. Показатель зависит от движения, текущей позиции и объёма снаряжённого оружия. Игрок также может использовать устройства для маркировки, чтобы вызывать огонь артиллерии или запрашивать снабжение.
В нескольких внутриигровых сценах от игрока требуется нажатие определённых кнопок. При правильном нажатии по окончании миссии игрок получает более высокий рейтинг.
Система управления персоналом, ранее задействованная в игре Portable Ops, в оригинальной игре имеет название Mother Base — это заброшенная исследовательская платформа в Карибском море, выполняющая роль штаба. Помимо управления боевыми, медицинскими, разведывательными и исследовательскими отрядами игрок может назначить персонал на работу в столовую, чтобы кормить солдат, поднимая их боевой дух. Взбунтовавшегося или раненого бойца можно направить на бриг и в лазарет соответственно. Игрок также имеет возможность захватывать боевые машины, которые в игре исполняют роль промежуточных боссов: бронетранспортёры, танки и боевые вертолёты. Всего может быть нанято до 350 солдат и 50 машин; избыточный состав, захваченный во время миссии, должен быть распущен.
Ролики в игре выполнены в стиле «движущихся комиксов» — точно так же были оформлены видеовставки в игре Metal Gear Solid: Portable Ops.

### Outer Ops
Outer Ops — новая игровая механика, где игроки могут дислоцировать свои боевые единицы (исключение составляют Снейк и другие уникальные персонажи), направляя их против компьютерного противника. Каждый штурмовой отряд (от Alpha до Hotel) может состоять не более чем из 8-ми единиц; солдаты способны получать боевые бонусы, например дополнительные очки жизни и морали, и генерировать их для распределения в команде. В зависимости от вражеского показателя огня поверженные солдаты либо погибают, либо отправляются в госпиталь на лечение. Повреждённые машины могут быть отправлены на ремонт, а непригодные к использованию вычёркиваются из инвентаря.

### Extra Ops
Extra Ops — серия одиночных испытаний, которые открываются в процессе прохождения. Цели 128-ми испытаний варьируются от упражнений в стрельбе до участия в полномасштабных боях с боссами. На нескольких миссиях, действие которых разворачивается на мифическом острове, присутствуют монстры из франшизы Monster Hunter, за победу над которыми игроки награждаются уникальными предметами. Завершение миссий в режиме Extra Ops также открывает доступ к модулям Mother Base.

### Versus Ops
Versus Ops — соревнования между несколькими игроками, проходящие на специальных картах. Игрок может выбрать режим индивидуального или группового «боя насмерть», захвата базы или миссии по захвату заложников. В этом режиме могут быть использованы некоторые открытые в ходе основной кампании предметы и оружие. В каждом матче может принимать участие до шести игроков, при этом на них накладываются некоторые ограничения — здоровье и психическое состояние солдат автоматически не восстанавливается, на процедуру СЛР отводится мало времени.

## Сюжет
События игры разворачиваются в ноябре 1974 года в Латинской Америке, спустя 10 лет после событий Metal Gear Solid 3: Snake Eater и через 4 года после Metal Gear Solid: Portable Ops. В республике Коста-Рика в обстановке глубокой тайны создаётся целая засекреченная армия — таинственные вооруженные силы с новейшим оружием; армия носит название Peace Sentinels (рус. Стражи мира, сокр. PS). Правительство страны, ещё в 1949 году отказавшейся от собственной армии, не в состоянии препятствовать вторжению, но и не может обратиться к более сильным соседям. Присутствие PS нарушает баланс сил между Востоком и Западом. Поэтому правительство Коста-Рики тайно нанимает Нейкед Снейка и его вооружённую группировку, чтобы те без лишнего шума разобрались с вторжением.

### Персонажи
Главный герой игры — Нейкед Снейк (озвучен: Акио Оцука/Дэвид Хейтер), возглавляющий отряд наёмников Militaires Sans Frontieres (MSF). На момент событий игры он покинул организацию «Патриотов», возглавляемую его бывшим командиром майором Зеро. Помощником Снейка является Кадзухира Миллер (озвучен: Томокадзу Сугита/Робин Аткин Даунс). Впоследствии к ним присоединяются лидер повстанцев Аманда Валенсиано Либре, Чико, Паз Ортега Андраде, Хьюи (будущий отец Хэла Эммериха) и Сесиль Косима Каминадес.
Главные антагонисты игры — сотрудник ЦРУ Хот Колдман и Рамон Галвез Мена. Для работы над проектом «Peace Walker» Колдманом была нанята британский учёный доктор Стрэйнджлав; с развитием сюжета Хьюи начинает испытывать к ней симпатию.
В игре присутствуют сцены-флешбеки к Snake Eater, в частности отсылки к последнему бою между Снейком и Босс и к оставленной Евой аудиозаписи. Набор аудиофайлов становится доступен после завершения игры, в них Ева сообщает Снейку новую информацию о деятельности Босс в тот период времени, когда Снейк потерял с ней связь. На мифическом острове появляется персонаж Треня из Monster Hunter.

### История

#### Пролог: Армия без границ
4 ноября 1974 года на побережье Баранкильи заместитель командира MSF Кадзухира Миллер представляет Снейку двух потенциальных клиентов — Паз Ортегу Андраде и Рамона Галвеза Мену. В связи с тем, что Коста-Рика не имеет армии, Галвез говорит Снейку, что правительство страны уполномочило его возглавить службу MSF и остановить вооружённую группировку противника. Миллер и Снейк, считающие, что захватчики связаны с ЦРУ, принимают предложение и в качестве базы получают морскую платформу. Снейк, изначально не желающий принимать предложение, соглашается после того, как слышит последнюю аудиозапись с голосом Босс.
Спустя несколько дней после встречи Снейк приходит на пляж Коста-Рики. Оказавшаяся здесь Паз говорит, что она вместе со своим другом подверглась пыткам. По радио доносится сообщение о расположенном около горы Ирасу ядерном оружии. Основываясь на более ранних радиосообщениях и на показаниях химического дозиметра, Снейк подозревает, что ЦРУ ввезло ядерное оружие в страну.

#### Часть 1: Страна без армии
Обеспокоенный возможностью наступления политического кризиса, Снейк вспоминает о Галвезе и решает связаться с сандинистскими повстанцами, чтобы получить от них новую информацию. Лидер повстанцев Аманда Валенсиано Либре, будучи освобождённой Снейком от наёмников, сообщает ему о присутствии ЦРУ и о маршруте баржи с ядерным оружием.
Затем неизвестные похищают Аманду, её брата, ещё нескольких повстанцев и везут их на плантационный завод. Аманда получает перелом ноги и просит Снейка спасти её брата и других повстанцев. После этого Снейк отправляется к базе около Ирасу. Незаметно проникнув на территорию, Снейк слышит, как доктор Хьюи Эммерих спорит с Хотом Колдманом по поводу запуска ракет. Спор заканчивается тем, что Колдман сталкивает инвалидную коляску Хью с лестницы; Снейк пытается спасти последнего, но упускает противника.
После боя Хьюи рассказывает Снейку о проекте «Peace Walker» — мобильной системе ядерного сдерживания, способной нанести ядерный удар из любой точки планеты и избежать ответного удара. Система гарантирует владельцу преимущество в ядерном паритете. Хьюи советует Снейку следовать в находящуюся неподалёку лабораторию, в которую может быть установлен «Peace Walker».

#### Часть 2: Призрачный герой
Снейк решает проникнуть на базу, используя карту доступа Хьюи; двигаясь по лесу, он сталкивается с плохо одетой женщиной, которая сбежала с базы. Женщина, которую зовут Сесиль Косима Каминадес, объясняет, что была взята в плен для записи звуков квезаля в руинах и не знала о том, что внутри находится база. Пропускная карта Хью не срабатывает, Снейк находит охранника, благодаря которому Сесиль удалось сбежать, и с его помощью проникает на объект.
Внутри он встречает доктора Стренджлав. Она говорит, что скопировала личность Босса в обширный искусственный интеллект, названный Mammal Pod. Объект способен нанести ответный ядерный удар без каких-либо колебаний, а способность Босса к принятию решений оказалась наиболее подходящей для решения задач по планированию атак. Снейк входит в Mammal Pod и вступает в разговор с искусственным интеллектом, однако голос оказывается записанным на плёнку. Шокированный использованием наследия Босса, Снейк делает попытку забрать его. Он покидает Mammal Pod и просыпается во внутреннем дворе, где видит вертолёт, увозящий Mammal Pod. Снейк вступает в бой с искусственным интеллектом «Chrysalis» и уничтожает его. Миллер сообщает Снейку о местонахождении «Peace Walker».

#### Часть 3: Возрождение нации
Найдя лошадь Босса, Снейк двигается к карьеру, но поднимает тревогу; после уничтожения охранников ему приходится столкнуться с другим искусственным интеллектом «Cocoon». Снейк проникает на базу и добирается до ангара, где хранится «Peace Walker». Он пробирается мимо Mammal Pod и расспрашивает искусственный интеллект Босса об операции «Пожиратель змей». Но герой не успевает уничтожить искусственный интеллект — его окружают и берут в плен. Колдман объясняет, что проект «Peace Walker» является частью плана по восстановлению стратегического преимущества США, потерянного вследствие Кубинского кризиса. Он также признаётся в том, что именно он руководил операцией «Пожиратель змей». Снейку удаётся убить нескольких окруживших его солдат и забрать ID-карту Стренджлав, после чего его лишают сознания и уносят.
Снейк подвергается пыткам со стороны Стренджлав, расспрашивающей его об идеалах Босса. Снейк молчит, но тем самым невольно даёт ей нужные ответы. Позднее ему удаётся покинуть камеру, воспользовавшись картой Стренджлав, и добраться до ангара, где он видит Паз, попавшую в руки Колдмана. Колдман намеревается испытать «Peace Walker», нанеся ядерный удар по базе MSF. Peace Walker поднимается на поверхность, Снейк вступает в схватку. После недолгого боя Колдману вместе с Паз и Стренджлав удаётся сбежать. Снейк преследует Колдмана на лошади Босса. На границе с Никарагуа лошадь выдыхается, и Снейк вынужден усыпить её.

#### Часть 4: Иллюзия мира
Полный решимости спасти Паз, Снейк преследует Peace Walker и достигает американской ракетной базы близ озера Никарагуа. Внутри он обнаруживает советских солдат. Снейк с боем двигается в коммуникационную башню и сталкивается с Колдманом, готовым нанести ядерный удар. Колдман говорит, что хотя система «Peace Walker» является защитной, благодаря вводу ложных данных она способна выбрать штаб MSF в качестве цели для ответного удара.
Перед тем как Колдман успевает ввести код запуска, советские солдаты неожиданно направляют оружие на него. Появляется Галвез и признаётся, что на самом деле он — сотрудник КГБ Владимир Задорнов. Он объясняет, что всего лишь использовал Колдмана в своих целях, а затем приказывает Стренджлав выбрать Кубу (страну-союзницу СССР) в качестве цели для ядерного удара, рассчитывая в конечном итоге усилить влияние КГБ. Задорнов также рассказывает, что нанял отряд MSF для того, чтобы сандинисты смогли стать мощной силой, способной осуществить революцию и свергнуть правительство Сомоза. После этого он тяжело ранит Колдмана и пытается убить Снейка. Сандинисты и отряд MSF побеждают в бою с советскими войсками и захватывают Задорнова. Стренджлав извиняется перед Снейком за пытки, а Задорнов, Паз и Колдман летят на Mother Base.
Перед смертью Колдман вводит код активации Peace Walker, целью которого по-прежнему является Куба; однако вместе с тем он посылает ложные данные в систему NORAD, и Peace Walker готовится произвести две атаки: реальную на СССР и ложную на США. Из-за отсутствия на месте президента и вице-президента NORAD инициирует сигнал тревоги DEFCON 2. Хьюи настоятельно просит Снейка уничтожить Peace Walker. Снейк останавливает запуск ракет, однако передача ложной информации продолжается. Штаты по-прежнему готовы нанести ответный ядерный удар, и Хьюи призывает Снейка связаться с Национальным военным командным центром, чтобы убедить председателя ОКНШ отменить запуск. Однако некоторые члены комитета не верят Снейку и готовятся произвести запуск.
После битвы Peace Walker тонет в озере. Снейк смиряется со своим прошлым, однако чувствует, что Босс предала его. Он выбрасывает её старую бандану и окончательно принимает титул «Биг Босс».

#### Часть 5: Внешний Рай
Стренджлав присоединяется к MSF и вместе с Хьюи работает над проектом Metal Gear Zeke — роботом, снаряжённым ядерным оружием и контролируемым искусственным интеллектом. Задорнову несколько раз удаётся сбежать, однако Снейк каждый раз ловит его. После седьмой попытки побега Биг Босс видит Задорнова на расстоянии выстрела и убивает его в целях самообороны. Миллер сообщает Снейку о том, что Zeke был активирован.
Паз признаётся в том, что её зовут Пасифика Оушн, и что она агент Сайфера. Она собирается запустить ядерную ракету на Восточное побережье США, а затем выставить MSF как террористическую группировку, ответственную за атаку. Снейк уничтожает Zeke, Паз предупреждает его, что в конце концов о нём будут думать как о международном преступнике. Zeke детонирует, взрывная волна выбрасывает Паз за борт. Биг Босс подозревает, что она могла выжить.
После уничтожения Zeke Миллер признаётся в том, что знал о личностях Пасифики и Задорнова, и что Сайфер — это майор Зеро, который финансировал MSF и косвенно управлял деятельностью отряда. Хотя Снейк злится на него, Миллер признаёт MSF как отряд, который благодаря своим действиям выработал новые направления в военных операциях, и предполагает, что конец Холодной войны положит начало региональным конфликтам, в которых преуспеет именно MSF. По причине того, что MSF нарушает международный баланс сил, а Биг Босс опасается, что его рано или поздно попытаются свергнуть, принимается решение о необходимости отряда продолжать работу вне общества и быть независимой боевой единицей.
В конце Биг Босс говорит своим солдатам, что их группа будет работать под началом любой страны независимо от нации и идеологии, и вскоре они создадут свою собственную нацию Outer Heaven.

## Продвижение
27 марта 2010 года японская фирма Suntory, занимающаяся распространением напитков, выпустила линию из восьми банок с изображениями персонажей игры Peace Walker; в частности, герои изображались на банках Mountain Dew и Pepsi Nex. Напитки в игре являются лечебными предметами; в случае ввода игроком найденного на банке специального кода в игре можно найти рубашку с логотипом Mountain Dew. Японская компания Uniqlo занялась аналогичным продвижением. Однако предметы с лейблом фирмы были доступны только в японской версии игры — в американской и европейской версиях на аналогичных предметах был размещён логотип MSF. Для прослушивания игровой музыки игроку в нескольких вариантах доступен плеер Sony Walkman. Кроме того, компания Sony в ограниченном издании выпустила серию моделей Walkman NWZ-W252CAMO, в комплекте с которыми поставлялись специальные игровые коды, шесть эксклюзивных треков из игры и особая камуфляжная раскраска.
1 апреля 2010 года Konami при содействии креативного директора Assassin's Creed II Патриса Десиле выпустила короткое рекламное видео. Клип, являвшийся первоапрельской шуткой, изображал Снейка, выполняющего скачок и приземляющегося в большой стог сена; также главный герой в ролике незаметно оглушал врагов. В игру было включено пасхальное яйцо в виде картонной коробки под названием Love Box; игроки могли использовать её для захвата противников. В 2008 году Konami и Ubisoft создали аналогичный шуточный ролик для Metal Gear Solid 4, изображавший Снейка в костюме Альтаира.
7 апреля 2010 года Konami и Square Enix представили новую линию фигурок, созданных на основе игры. Выпущенная под маркой Play Arts Kai, линия включала в себя фигурки главного героя в нескольких костюмах, а также фигурки роботов-боссов. Впоследствии в серию были добавлены фигурки Снейка в костюме Battle Dress, Миллера и Metal Gear Zeke.
Для развития у игроков интереса к Peace Walker до официального выпуска в Северной Америке компании Konami, Best Buy и Sony Online Entertainment 5 мая 2010 года организовали соревнование по коллекционированию кодов. Проект «Code Hunt» был доступен исключительно американским пользователям PlayStation Home. В нём игроки делились на пять противоборствующих команд и исследовали локации в поисках кодов Peace Walker, каждый из которых приближал их к главному призу. Акция завершилась 2 июня, а победители были объявлены 29 июня. Приз включал в себя $10 000 и комплекты Peace Walker Big Boss.
Одновременно с состоявшимся 29 апреля выпуском игры в Японии Konami приступила к рекламной кампании. Мероприятия начались одновременно в Токио и Иокогаме, впоследствии они прошли в Нагое, Осаке, Сеуле, Тайбэе и Гонконге; В США в Лос-Анджелесе и Нью-Йорке, в Европе в Париже и Лондоне.

### Demo Ops
9-минутное видео, демонстрирующее кооперативный игровой процесс, было показано на выставке Gamescom. Играбельная демонстрационная версия впервые появилась на Tokyo Game Show 2009, впоследствии она стала доступна на IGN.
17 декабря 2009 года для PlayStation Network была выпущена официальная демонстрационная версия игры на английском языке. В неё вошли уровни из японской версии, показанной на Tokyo Game Show, а также битвы с боссами. Информация об игре стала доступна на официальном сайте Konami.

## Версии и издания
В Японии игра Metal Gear Solid: Peace Walker была выпущена в двух изданиях. Первое издание кроме самой игры включало в себя приставку раскрашенную PSP-3000, кожаную сумку, кожаный браслет, скатерть, значок для собаки и буклет; цена комплекта составляла 36 980 иен. К 18 марта 2010 года было сделано 1 974 таких комплекта.
Для игроков Северной и Южной Америки Sony выпустила эксклюзивный комплект игры Big Boss Pack, включавший в себя PSP-3000 с установленной игрой, скачиваемый ваучер для PlayStation Network, код для открытия внутриигрового контента и карту памяти на 4 ГБ. Комплект вышел в продажу 8 июня 2010 года по цене 199 долларов.

### Дополнительный контент
В игре присутствует возможность скачивания дополнительного контента через функцию Network. Дополнительный контент включает в себя новую камуфляжную раскраску, новую музыку для Walkman, новое озвучивание боссов, песни Вокалоида и изображения обложек журналов комиксов.
Игроки также имеют возможность использовать сервис NetVocaloid для создания собственных файлов, которые затем могут быть использованы в качестве голоса для Metal Gear ZEKE, связей в кооперативном режиме и текстов песен. 14 февраля 2012 года появилась информация о том, что сервис NetVocaloid будет закрыт 28 февраля 2012 года.
В связи с произошедшим в 2011 году землетрясением работа серверов Metal Gear, поддерживающих сервис NetVocaloid, в целях экономии энергии была приостановлена. Впоследствии сервера возобновили работу.

### HD Collection
2 июня 2011 года компания Konami подтвердила, что игра будет портирована на платформы PlayStation 3 и Xbox 360 в качестве части сборника Metal Gear Solid HD Collection — усовершенствованной версии, включающей в себя оригинальную игру, Metal Gear Solid 2: Sons of Liberty и Metal Gear Solid 3: Snake Eater. В Японии усовершенствованная версия Peace Walker была выпущена отдельно.
Хотя Кодзима заявил, что игра Peace Walker не подвергнется ремастерингу высокой чёткости, он отметил, что в игре впервые будет реализована возможность переноса файлов сохранённых игр с консоли PlayStation 3 на PSP.
В версию сборника для PlayStation Vita игра не вошла. Сотрудник Kojima Productions Джон Айстоун, рассказывая о причинах, пояснил, что оригинальная PSP-версия может быть скачана на сервисе PSN Store отдельно.

## Музыка
Оригинальный саундтрек Metal Gear Solid: Peace Walker Original Soundtrack был выпущен 14 апреля 2010 года. Он создавался преимущественно сотрудниками Kojima Productions Кадзумой Дзинноути и Нобуко Тодой. Акихиро Хонда создал песни «Heavens Divide» и «Koi no Yokushiryoku». Также в создании саундтрека принимали участие Норихико Хибино, Ёситака Судзуки, Такахиро Идзутани, Тодд Хаберман и Джереми Соул. Кроме того, в игре присутствует музыка из ранних игр серии, например песня «Calling to The Night». В игре поддерживается программное обеспечение вокалоида.
| №                   | Название                                   | Длительность |
| ------------------- | ------------------------------------------ | ------------ |
| 1.                  | «METAL GEAR SOLID PEACE WALKER Main Theme» | 2:56         |
| 2.                  | «HEAVENS DIVIDE»                           | 5:14         |
| 3.                  | «Rain of Bane»                             | 1:25         |
| 4.                  | «Marshland»                                | 1:41         |
| 5.                  | «Clients»                                  | 2:11         |
| 6.                  | «Heavy Arms»                               | 2:03         |
| 7.                  | «The Spear»                                | 1:36         |
| 8.                  | «Fearless»                                 | 1:14         |
| 9.                  | «Tank Corps»                               | 2:18         |
| 10.                 | «Little Brother»                           | 5:03         |
| 11.                 | «Highland»                                 | 1:38         |
| 12.                 | «Cold Principle»                           | 3:23         |
| 13.                 | «PUPA»                                     | 1:34         |
| 14.                 | «Hide-out»                                 | 2:31         |
| 15.                 | «Air Strike»                               | 2:33         |
| 16.                 | «Entry Gate»                               | 2:23         |
| 17.                 | «CHRYSALIS»                                | 2:24         |
| 18.                 | «COCOON»                                   | 2:12         |
| 19.                 | «Mother Base»                              | 1:39         |
| 20.                 | «Dead Ahead»                               | 2:09         |
| 21.                 | «Facility»                                 | 0:47         |
| 22.                 | «Take Down»                                | 1:54         |
| 23.                 | «Boot Sequence»                            | 1:51         |
| 24.                 | «Peace Walker»                             | 3:00         |
| 25.                 | «Outer Heaven»                             | 4:59         |
| 26.                 | «Uninterrupted Signal»                     | 1:58         |
| 27.                 | «Zero Allies»                              | 4:35         |
| 28.                 | «Koi no Yokushiryoku»                      | 4:56         |
| Общая длительность: | Общая длительность:                        | 66:50        |

## Реакция
| Сводный рейтинг    | Сводный рейтинг |
| Агрегатор          | Оценка          |
| ------------------ | --------------- |
| GameRankings       | 88,98 %         |
| Metacritic         | 89/100          |
| Иноязычные издания |                 |
| Издание            | Оценка          |
| 1UP.com            | A-              |
| Edge               | 9/10            |
| Eurogamer          | 8/10            |
| Famitsu            | 40/40           |
| GameSpot           | 9,0/10          |
| GameTrailers       | 9,1/10          |
| IGN                | 9,5/10          |
| X-Play             | 5/5             |
| PSM3 UK            | 91/100          |
| Cheat CC           | 4,8/5           |

Игра Peace Walker получила весьма положительные отзывы прессы; оценка на агрегаторе GameRankings, основанная на 47 обзорах, составила 88,98 %. 5 мая 2010 года в японском еженедельном журнале Famitsu игре была поставлена высшая оценка 40/40, что сделало её 14-й игрой, получившей высший балл от издания. Однако в игровом блоге Kotaku было отмечено, что в данном случае возможен конфликт интересов, и поставленная оценка необъективна, так как во-первых сам журнал появляется в игре, а во-вторых бывший главный редактор Famitsu Хирокадзу Хамамура принимал активное участие в её рекламировании. На PSM3 игра была оценена в 91%; отмечалось, что в игре «собрано лучшее из каждой Metal Gear Solid — способы вербовки из Portable Ops, камуфляж и мультиплеер из MGS3, упрощённое управление из Metal Gear Solid 4 и бонусные миссии из VR Missions». На IGN Peace Walker была названа «возможно самой большой игрой среди всей серии Metal Gear, созданной для самой маленькой консоли компании Sony»; оценка составила 9,5/10.

### Продажи
Несмотря на положительное принятие игры критиками и первоначальные надежды Konami на то, что игра сумеет стать международным хитом, продажи Peace Walker за пределами Японии были крайне низкими. В Великобритании за первую неделю игра получила 13-е место в чартах продаж, а к третьей неделе опустилась на 40-е место. В Америке игра не смогла войти в список Top 20 за первый месяц продаж; продажи составили только 52 000 копий, оказавшись ниже показателя Metal Gear Acid. Однако в связи с возможностью скачивать цифровой контент через PSN было отмечено, что при составлении показателей количество загрузок учтено не было. Аналитик Майк Хики в интервью IGN сказал, что плохие продажи игры на консоль PSP были возможно «главной причиной» невпечатляющих отчётов о продажах Peace Walker в целом. Однако компания Konami заявила о получении выручки от продаж игр Peace Walker и Pro Evolution в размере 15 миллионов долларов. Также было сказано, что за один квартал игра Peace Walker смогла разойтись тиражом в 1,27 миллиона копий.

### Награды
На мероприятии Tokyo Game Show 2009 игра Peace Walker была удостоена наград Best of Show (рус. Лучшее зрелище) и Best PSP Game (рус. Лучшая игра для PSP). Впоследствии игра попала в список лучших игр за 2010 год по версии IGN, где также победила в номинациях Game of the Year (рус. Игра года), Most Addictive Game (рус. Наиболее притягательная игра), Best Visuals (рус. Лучшие визуальные эффекты), Most Bang for Your Buck (рус. Сильный удар по вашему кошельку), Best Story (рус. Лучший сюжет), Best Co-Op (рус. Лучший мультиплеер) и Coolest Atmosphere (рус. Самая классная атмосфера).